# Ricky Sobers
Ricky Brad Sobers (El Bronx, Nueva York, 15 de enero de 1953) es un exjugador de baloncesto estadounidense que jugó 11 temporadas en la NBA. Con 1,90 metros de altura, lo hacía en la posición de base.

## Trayectoria deportiva

### Universidad
Tras jugar dos años en el pequeño Community College de Southern Idaho, jugó durante dos temporadas con los Rebels de la Universidad de Nevada, Las Vegas, en la que promedió 15,6 puntos, 4,9 asistencias y 3,7 rebotes por partido. Fue el priomer jugador de los Rebels en alcanzar una primera ronda del Draft de la NBA. Durante su estancia en el equipo ganaron 44 partidos por tan sólo 11 derrotas. En 1975 fue elegido Jugador del Año de la West Coast Conference.

### Profesional
Fue elegido en la decimosexta posición del Draft de la NBA de 1975 por Phoenix Suns, donde jugó dos temporadas como suplente de Paul Westphal en el puesto de base. Antes del comienzo de la temporada 1977-78 fue traspasado a Indiana Pacers a cambio de Don Buse. En los Pacers se hizo con el puesto de titular, y su primera temporada en el equipo fue la mejor de su carrera profesional, promediando 18,2 puntos y 7,4 asistencias por partido, acabando como el tercer mejor pasador de la liga y también en la séptima posición en robos de balón, aunque fue también el tercer jugador que más balones perdió.
Jugó una temporada más en los Pacers, y al término de la misma fue enviado a Chicago Bulls como compensación por el fichaje del agente libre Mickey Johnson. Allí formó pareja de hombres bajos con Reggie Theus. En su segunda temporada en la ciudad del viento acabó en la segunda posición entre los mejores lanzadores de tiros libres de la liga, con un 93,5% de efectividad, sólo superado por Calvin Murphy.
Al finalizar su contrato con los Bulls, firmó como agente libre veterano por Washington Bullets, recibiendo el equipo de chicago como compensación dos futuras segundas rondas del draft. Allí recuperó el puesto de base titular, especializándose en los lanzamientos de 3 puntos, acabando en la temporada 1983-84 como el sexto mejor de la liga en esta especialidad. Ya con 32 años fue traspasado a Seattle Supersonics junto con Tim McCormick a cambio de Gus Johnson. Allí jugó dos temporadas como suplente de Gerald Henderson, antes de retirarse definitivamente al término de la temporada 1985-86.

## Estadísticas de su carrera en la NBA

### Temporada regular
| Temporada | Edad | Equipo              | Liga | P   | TIT | MIN  | TC  | TCA  | %TC  | 3P  | 3PA | %3P  | TL  | TLA | %TL  | R.OF. | R.DEF. | REB | ASIS | ROB | TAP | PER | FP  | PTS  |
| 1975-76   | 23   | Phoenix Suns        | NBA  | 78  |     | 24.3 | 3.6 | 8.0  | .449 |     |     |      | 2.0 | 2.5 | .823 | 1.0   | 2.3    | 3.3 | 2.8  | 1.4 | 0.1 |     | 3.2 | 9.2  |
| 1976-77   | 24   | Phoenix Suns        | NBA  | 79  |     | 25.4 | 5.2 | 10.6 | .496 |     |     |      | 3.1 | 3.7 | .841 | 1.0   | 1.9    | 3.0 | 3.0  | 1.2 | 0.2 |     | 3.3 | 13.6 |
| 1977-78   | 25   | Indiana Pacers      | NBA  | 79  |     | 38.2 | 7.0 | 15.5 | .453 |     |     |      | 4.2 | 5.1 | .825 | 1.2   | 3.0    | 4.1 | 7.4  | 2.2 | 0.3 | 4.5 | 3.9 | 18.2 |
| 1978-79   | 26   | Indiana Pacers      | NBA  | 81  |     | 34.9 | 6.8 | 14.7 | .463 |     |     |      | 3.7 | 4.2 | .882 | 1.5   | 2.3    | 3.7 | 5.6  | 1.7 | 0.3 | 3.8 | 3.9 | 17.3 |
| 1979-80   | 27   | Chicago Bulls       | NBA  | 82  |     | 32.6 | 5.7 | 12.2 | .469 | 0.3 | 0.8 | .309 | 2.4 | 2.9 | .837 | 0.9   | 2.0    | 3.0 | 5.2  | 1.7 | 0.2 | 3.4 | 3.6 | 14.2 |
| 1980-81   | 28   | Chicago Bulls       | NBA  | 71  |     | 25.4 | 5.0 | 10.8 | .462 | 0.2 | 0.9 | .258 | 3.3 | 3.5 | .935 | 0.6   | 1.4    | 2.0 | 4.0  | 1.4 | 0.2 | 2.9 | 3.2 | 13.5 |
| 1981-82   | 29   | Chicago Bulls       | NBA  | 80  | 6   | 24.2 | 4.5 | 10.0 | .453 | 0.2 | 1.0 | .250 | 2.4 | 3.2 | .768 | 0.5   | 1.3    | 1.8 | 3.8  | 0.9 | 0.2 | 2.7 | 3.0 | 11.8 |
| 1982-83   | 30   | Washington Bullets  | NBA  | 41  | 39  | 35.1 | 5.7 | 13.0 | .438 | 0.6 | 1.3 | .418 | 3.8 | 4.5 | .832 | 0.9   | 1.6    | 2.5 | 5.3  | 1.5 | 0.3 | 3.6 | 3.9 | 15.7 |
| 1983-84   | 31   | Washington Bullets  | NBA  | 81  | 81  | 32.4 | 6.3 | 13.8 | .456 | 0.4 | 1.4 | .261 | 2.7 | 3.3 | .837 | 0.6   | 1.6    | 2.2 | 4.7  | 1.4 | 0.2 | 2.7 | 3.4 | 15.6 |
| 1984-85   | 32   | Seattle Supersonics | NBA  | 71  | 12  | 21.0 | 3.9 | 8.8  | .446 | 0.1 | 0.4 | .286 | 1.9 | 2.3 | .815 | 0.4   | 1.1    | 1.5 | 3.5  | 0.7 | 0.1 | 2.2 | 2.2 | 9.9  |
| 1985-86   | 33   | Seattle Supersonics | NBA  | 78  | 0   | 16.4 | 3.1 | 6.9  | .444 | 0.2 | 0.6 | .302 | 1.4 | 1.6 | .880 | 0.4   | 0.9    | 1.3 | 2.3  | 0.6 | 0.0 | 1.1 | 1.8 | 7.7  |
| Total     |      |                     | NBA  | 821 | 138 | 28.0 | 5.2 | 11.3 | .459 | 0.3 | 0.9 | .291 | 2.8 | 3.3 | .843 | 0.8   | 1.8    | 2.6 | 4.3  | 1.3 | 0.2 | 3.0 | 3.2 | 13.3 |

### Playoffs
| Temporada | Edad | Equipo             | Liga | P  | MIN | TCA | TC  | 3PA | 3P | TLA | TL | R.OF. | REB | ASIS | ROB | TAP | PER | FP  | PTS | %TC  | %3P  | %FT  | MIN  | PTS  | REB | AST |
| 1975-76   | 23   | Phoenix Suns       | NBA  | 19 | 563 | 96  | 205 |     |    | 55  | 66 | 20    | 63  | 79   | 18  | 6   |     | 77  | 247 | .468 |      | .833 | 29.6 | 13.0 | 3.3 | 4.2 |
| 1980-81   | 28   | Chicago Bulls      | NBA  | 6  | 162 | 35  | 81  | 1   | 6  | 8   | 9  | 3     | 11  | 22   | 4   | 0   | 15  | 26  | 79  | .432 | .167 | .889 | 27.0 | 13.2 | 1.8 | 3.7 |
| 1983-84   | 31   | Washington Bullets | NBA  | 4  | 150 | 25  | 57  | 3   | 10 | 8   | 10 | 2     | 5   | 16   | 5   | 2   | 9   | 19  | 61  | .439 | .300 | .800 | 37.5 | 15.3 | 1.3 | 4.0 |
| Total     |      |                    | NBA  | 29 | 875 | 156 | 343 | 4   | 16 | 71  | 85 | 25    | 79  | 117  | 27  | 8   | 24  | 122 | 387 | .455 | .250 | .835 | 30.2 | 13.3 | 2.7 | 4.0 |